# Gigot bitume

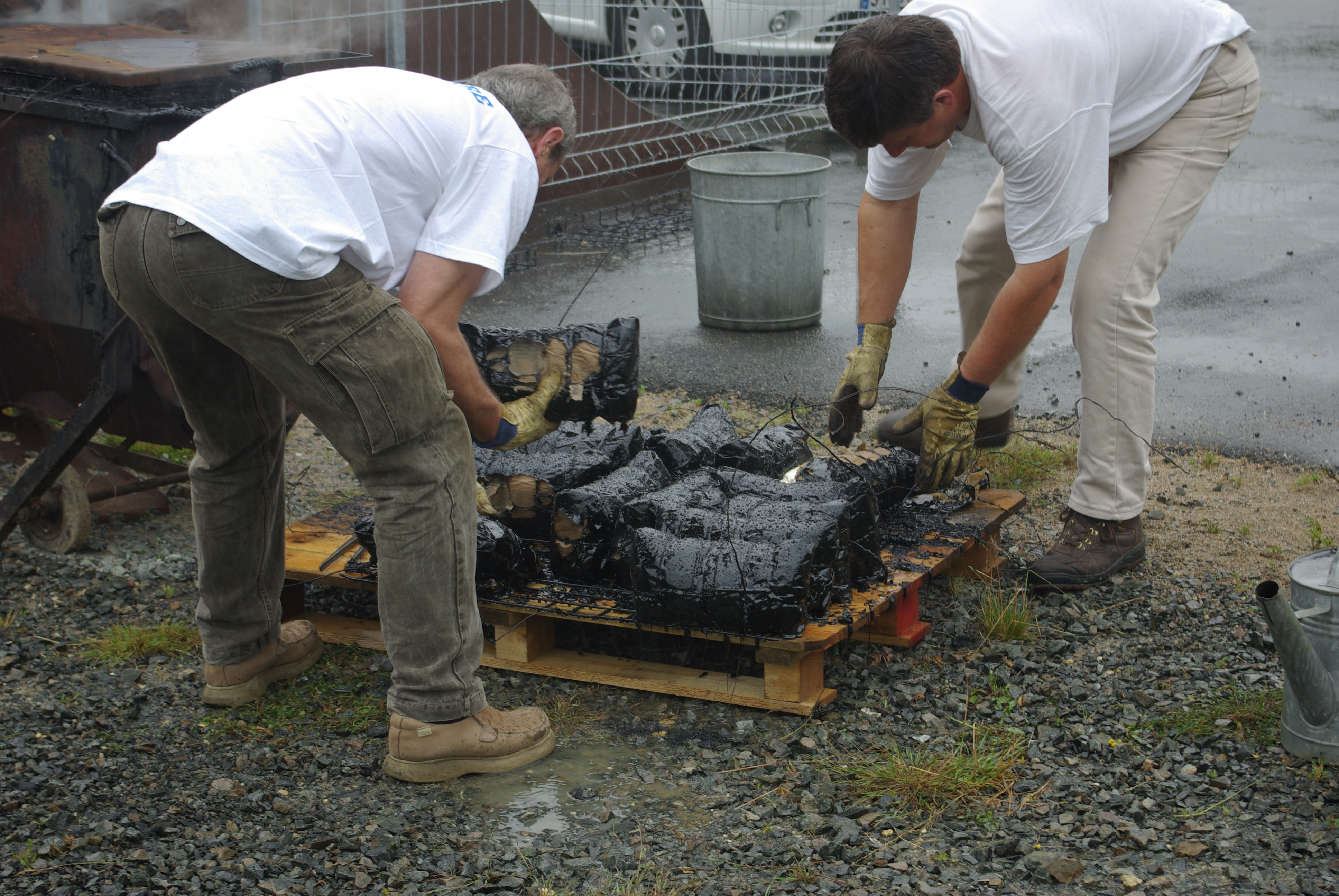
Des gigots, après cuisson, encore emballés de kraft.

Le gigot bitume est un gigot enveloppé de papier kraft et cuit dans un bain de bitume en fusion.
C'est une préparation traditionnelle en France lors de repas célébrant la fin du gros œuvre sur des chantiers de bâtiments ou de travaux publics,,.

## Histoire
La recette, nommée alors "gigot cuit dans le goudron.", apparaît dans un recueil de cuisine, La Vraie cuisine pratique : Les potages, les poissons, le bœuf, le veau, l'agneau, le mouton, le porc, la volaille, le gibier, par Marinette, Éditions Montgredien, 1900, p. 141 : « Voici un mode bizarre de cuisson qui peut rendre service à bien des travailleurs. Je donne la recette telle qu'on me l'a transmise.
Dans la chaudière pleine d'asphalte, lorsqu'on bitume le sol, plongez un gigot enveloppé dans du papier Kraft (ou du tissu) serré très fort. À l'aide d'une pierre attachée à son extrémité, on l'entraîne au milieu du goudron. Une heure de cuisson donne une viande cuite à point et d'un goût particulier excellent. Saler en sortant du feu. » L'usage de ce type de cuisson, qui est propre aux travailleurs de l’asphalte, existe donc tout à la fin du XIXe siècle. Cette tradition du bâtiment se perd car les bains liquides composés de pains de bitume fondus ne sont plus utilisés sur les chantiers aujourd'hui.
Une variante consiste à creuser un trou dans le sol, y mettre le gigot enveloppé et y couler le bitume bouillant. Il faut casser le bitume en fin de cuisson pour consommer le plat.